# Спалення книг та поховання книжників
" Спалення книжок і поховання книжників " 焚書坑儒 — знаменитий троп китайської історіографії, що позначає події 213-12 гг. до н. е. Відповідно до Ши цзи, цього року відбулася масштабна державна акція із затвердження ідеологічної ортодоксії новоствореної імперії. Акція була ініційована Лі Си (280—208 до н. е.), міністром Цінь Шихуана.

## Передісторія
Згідно Шанцзюнь шу, Шан Ян (пом. 338 до н. е.) звернувся до Сяо-гуну царства Цінь з ініціативою «спалити книги, щоб декларувати встановлення закону». За твердженням Хань Фея 韩非 (пом. 233 до н. е.), «у державі мудрого правителя немає книжок і записів на бамбуку, але єдиною доктриною є закон; немає промов колишніх правителів, єдиним зразком для наслідування є державні мужі».

## Хронологія та критичний аналіз
Ініціатива Лі Си була висунута в 213 році, через вісім років після царювання Цінь Шихуана. Лі Си виступив за знищення копій "Шицзіна", "Шуцзіна" та збірок у жанрі «речей» юй (наприклад, Го юй), які циркулювали поза двором. Знищенню підлягали також усі державні архіви, окрім циньського (臣請史官非秦記皆燒之。非博士官所職，天下敢有藏詩、書、百家語者，悉詣守、尉雜燒之。有敢偶語詩書者棄市。以古非今者族。吏見知不舉者與同罪。令下三十日不燒，黥為城旦。所不去者，醫藥卜筮種樹之書。若欲有學法令，以吏為師。 — "Ши цзи ", 6).
У 212 році було страчено понад 460 «різних фахівців» 諸生 (諸生傳相告引，乃自除犯禁者四百六十餘人，皆阬之咸陽，使天下知之，以懲後。 - там же).
Так чи інакше, знищення книг не було тотальним, і його руйнівний вплив на розвиток китайської культури оспорюється. Указ не поширювався на чиновників в апараті імперії, а також на книги із землеробства та садівництва, медицини, фармакології та ворожчих практик. Не виключено, що більшої шкоди було завдано при захопленні імператорського палацу повстанцями в 206 році. Тим не менш, описуваний ряд подій став потужним символом, з яким ідентифікували себе китайські інтелектуали імперського періоду.
Мартін Керн наводить класичні свідчення, що пом'якшують картину «звірств» (див. оригінальний текст цих та інших цитат у китайській Вікі) :
Як стверджує Ван Чун王充 (бл. 27 — 104), «Хоча Цинь були аморальні, вони не палили філософських книг» («Лунь хен», 28).
Чжен Цяо鄭樵 (1104—1162), не відкидаючи теорію «спалення і поховання», зазначає: «Ті, хто в пізні часи не розуміли канонічних книг, одноголосно посилаються на багаття Цинь… Якщо з часів Хань збереглося не більше 100—200 книг, то це не шкода, завдана Цінь. Це збитки, які завдали самі ж книжники» (" Тунчжі ", 71).
Аргументами проти тотального знищення класичного знання є біографія Шусунь Туна (згадується Чжен Цяо) і Фу Шена.
За твердженням Керна, акція послужила не знищенню конфуціанської спадщини, але навпаки — її утвердженню як імперської ортодоксії, схожій на установу «ерудитів» боші, відповідальних за інтерпретацію п'яти канонів, імператором Хань У-ді в 136 до н. е., а також підставі імперської академії останнім у 124 році. Керн стверджує ймовірність того, що варіанти Ши і Шу, що дійшли до сучасності, — саме ті, які пройшли цю стадію затвердження в Цінь.

## Наступна історія
Закон, який забороняє приватне використання книг, був анульований у 191 до н. е.. Систематичні зусилля зі збирання китайської літературної спадщини були здійснені за правління Хань У-ді за допомогою Гунсунь Хуна 공손弘. Опис, що збереглося в енциклопедії Тайпін юлань (Дін. Сун) говорить, що купи книг, що прибули з усіх регіонів імперії, «височилися, як гори»
Знищення книг 212 р. до н. е. стало першою серед бібліотечних катастроф, спеціально відзначених китайською історіографією. Висловлюється думка, що у цьому акті виявлявся механізм штучно створюваної соціальної амнезії. Імператор був упевнений, що ідеї, що містилися в книгах, становлять загрозу для його плану про новий суспільний лад — створення «універсальної китайської держави».